# Phaethornis eurynome
El ermitaño escamado (en Paraguay y Argentina) o ermitaño escamoso ( Phaethornis eurynome), también denominado ermitaño manchado, ermitaño de pico negro o picaflor ermitaño grande, es una especie de ave apodiforme de la familia Trochilidae, perteneciente al numeroso género Phaethornis. Es nativo del centro oriental de América del Sur.

## Distribución y hábitat
Se distribuye por la Mata Atlántica del sureste y sur de Brasil (desde el sureste de Bahía hasta el norte de Río Grande del Sur), este de Paraguay y noreste de Argentina (Misiones).
Esta especie es considerada común en sus hábitats naturales: el sotobosque de selvas húmedas de tierras bajas y montanas, áreas húmedas en bosques semi-caducifolios, especialmente al suroeste de su rango, y crecimientos secundarios maduros; en el norte de su rango prefiere regiones más montañosas. En altitudes entre 100 y 2250 m.

## Sistemática

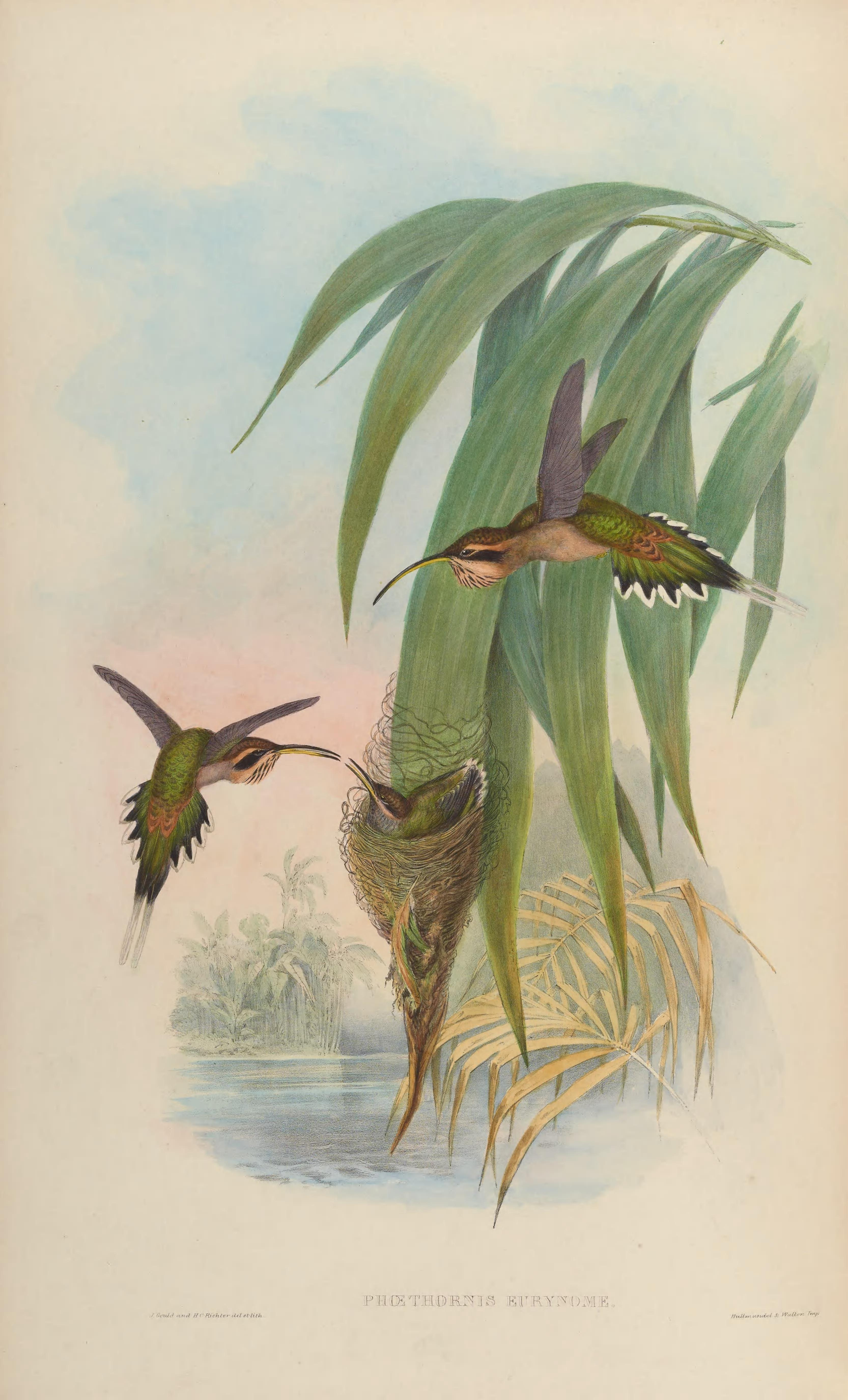
Phaethornis eurynome, ilustración de Gould y Richter en A monograph of the Trochilidae, or family of humming-birds vol. 1, 1861.

### Descripción original
La especie P. eurynome fue descrita por primera vez por el ornitólogo francés René Primevère Lesson en 1832 bajo el nombre científico Trochilus eurynome; su localidad tipo es: «Brasil».

### Etimología
El nombre genérico masculino «Phaethornis» se compone de las palabras del griego «phaethōn» que significa ‘sol’ y «ornis» que significa ‘pájaro’; y el nombre de la especie «eurynome», proviene de la mitología griega Eurínome, la bella madre de las Cárites o Gracias.

### Taxonomía
Las formas propuestas P. eurynome pinheiroi Ruschi, 1965 (de Minas Gerais) y P. eurynome nigrirostris Ruschi, 1973. se consideran sinónimos de la subespecie nominal.

### Subespecies
Según las clasificaciones del Congreso Ornitológico Internacional (IOC)  y Clements Checklist/eBird  se reconocen dos subespecies, con su correspondiente distribución geográfica:
- Phaethornis eurynome eurynome (Lesson), 1832 – sureste y sur de Brasil (de Bahía a Río Grande del Sur).
- Phaethornis eurynome paraguayensis M. Bertoni & W. Bertoni, 1901 – este de Paraguay y noreste de Argentina (Misiones).